# Безпрозванный, Семён Львович
Семён Львович Безпрозванный (при рождении Шлойма Ехезкиилевич Безпрозванный; 22 апреля 1899, Киев, Российская империя — 26 января 1945, Освенцим, Республика Польша) — советский партийный и культурный деятель, подполковник, командир полка (1945).

## Биография
Родился 22 апреля (по старому стилю) 1899 года в Киеве, в еврейской семье. Отец — игнатовский мещанин Ехезкииль Лейбович Безпрозванный (1870—1903), мать — Белла Янкелевна Абрамович. У него были младшие братья Хаим (1900), Давид (1902), сестра Хася (1903). В четырёхлетнем возрасте остался без отца. С 1913 года пошёл работать рабочим на склад шоколадной фирмы в Киеве. С 1915 по 1917 год работал на Южно-Русском машиностроительном заводе.
В апреле 1920 вступил в Красную Армию и участвовал в Советско-польской войне . Служил до сентября 1922 года в политическом отделе Киевского Губвоенкомата. В сентябре 1922 командирован на учёбу в Ленинград, CCCP. Закончил Коммунистический политико-просветительный институт им. Н. К. Крупской в 1927 году. Вступил в ряды ВКП(б) в апреле 1927 г.
В период с 1927 до 1941 года возглавлял ряд культурно-просветительных учреждений г. Ленинграда, являлся сотрудником Ленсовета.
Был женат на Безпрозванной (Фельдман) Эсфири Яковлевне, имел троих детей: дочери Майя (1924 г.р.) и Антенна (1926 г.р.), сын Борис (1937 г.р.)
В период с 1922 до 1941 года состоял на учёте Комполитсостава в Райвоенкомате; в июне 1941 г призван в ряды Красной Армии в звании подполковника.
Прошёл подготовку на курсах комсостава Выстрел.
Погиб 26 января 1945 при битве на подступах к концлагерю Аушвиц (Освенцим). Похоронен в братской могиле на приходском кладбище г. Освенцим, Республика Польша

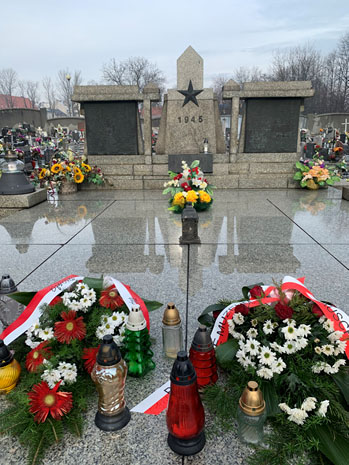
Мемориал воинам-освободителям, 2020 г, г Освенцим, Республика Польша

## Предвоенные годы (1927—1941)
1927—1930 Заведующий Домом культуры Московско-Нарвского района г. Ленинграда
1930—1932 Заведующий Районным отделом народного образования (РайОНО) в администрации Нарвского райсовета г. Ленинграда
февраль 1933 — март 1936 Директор Большого Драматического театра им Горького
июль 1935 — июнь 1938 Директор Центрального парка культуры и отдыха им. С. М. Кирова (ЦПКиО)
июль 1938 — июль 1941 Начальник Управления Культурно-просветительными предприятиями исполкома Ленсовета (УКППЛ). Участвовал в разработке планов по эвакуации музейных ценностей из Петергофа
. Председателем Ленсовета в этот период являлся Пётр Сергеевич Попков.

## Военные годы (1941—1945)
С июня 1941 г — старший батальонный комиссар, начальник 4-го отдела Политуправления Северо-Западного фронта по работе с партизанами и населением оккупированных районов. Несколько раз был заброшен в тыл противника для работы с партизанами и жителями оккупированных территорий. Награждён орденом Красной Звезды (1942 г.) и орденом Красного Знамени (1943 г.)
С начала 1943 по 1944 гг. — курсы для офицерского состава Выстрел (курсы комсостава Выстрел).
С 1944 г — заместитель командира 454 стрелкового полка (СП) 100 стрелковой Львовской дивизии 60-й армии 1-го Украинского фронта под командованием генерал-майора Фёдора Михайловича Красавина. Награждён орденом Отечественной войны 1-й степени (1944 г). В битве за освобождение города Львов проявил героизм и в августе 1944 г был представлен к высочайшей боевой награде — Ордену Александра Невского.
С 8 января 1945 г до 26 января 1945 — командир 472 стрелкового полка (СП) 100 стрелковой Львовской дивизии 60-й армии 1-го Украинского фронта.
Погиб 26 января 1945 при битве на подступах к концлагерю Аушвиц (Освенцим). Награждён орденом Отечественной войны 1-й степени (1945 г, посмертно).
Награждён Командорским Орденом Заслуг перед Республикой Польша (2000, посмертно)

## Освобождение концлагеря Аушвиц (Освенцим)
Утром 25 января 472 стрелковый полк (СП) под командованием С. Л. Безпрозванного взял м. Менткув и подошёл к восточному берегу реки Висла — Боевое донесение 472 СП от 25.01.1945
Средства переправы противник привел в полную негодность. Пехота «форсировала реку Висла на подручных средствах, спаренных бревнах, палатках» и переправилась полностью за 3 1/2 часа. К 21:00 25.01.1945 занято м. Жаки на западном берегу р. Висла Оперсводка 106 СК на 22:00 от 25.01.1945
Артиллерия и обозы были оставлены на восточном берегу Висла. 26.01.1945 472 СП с боем овладел Моновице, Дворы и к 16:00 вышел к северо-восточной окраине города Освенцим и закрепился на достигнутом рубеже так как дальнейшее продвижение без артиллерии и боеприпасов было невозможным. В 17:00 26.01.1945 противник открыл сильный артиллерийский и миномётный огонь и перешёл в контратаку с использованием танков и бронетраспортеров Боевое донесение 472 СП от 27.01.1945.
Контратака противника была отбита, но «в ходе ожесточенного боя на своем наблюдательном посту был убит командир полка подполковник Безпрозванный». Командование 472 СП принял майор Иосиф Ануфриевич Дегтярев.
Утром 27 января 472 СП 100 стрелковой дивизии под командованием И. А. Дегтярева взял город Освенцим при взаимодействии с частями 322-й стрелковой дивизии. В боях особо отличились мл сержант Авдеев Василий Ефимович (2 стр батальон 472 СП) и красноармейцы Никитский и М. С. Багаров, которые были представлены к боевым наградам

Утром 27 января 472 СП форсировал реку Сола и в 11 часов утра освободил концлагерь Аушвиц −1 (Освенцим). К вечеру к 19:00 472 СП взял м. Бжезинка.
Утром 28 января 472 СП освободил Аушвиц −2 (Аушвиц-Биркенау)

## Документы и архивные материалы
- Письма С. Л. Безпрозванного с фронта хранятся в фондах музея «Нарвская Застава» (переданы семьей). Несколько писем опубликовано в сборнике «Сохрани мои письма… Сборник писем евреев периода Великой Отечественной войны»[8]
- В декабре 2020 года школьники 185 Московкой школы в рамках исторического проекта «Алексей, Алешенька, сынок» обнаружили аудио запись фрагмента доклада С. Л. Безпрозванного от 20 марта 1942 г после возвращения из командировки в тыл противника. Запись доступна в сборнике «Звуковой архив. Военная история СССР в фонодокументах РГАФД(1929—1946 гг.)» по ссылке Выступление СЛ Безпрозванного о мужестве юных партизан Ленинградской области, их помощи регулярным частям Красной Армии.